# HYC Herentals
De Herentalse IJshockey Club (HYC) is een Belgische ijshockeyclub uit Herentals. 

## Historiek
De club werd opgericht in 1971 en kreeg daarbij het stamnummer 7.
HYC Herentals speelde in de seizoenen 2015/16 en 2016/17 in de BeNe-league ijshockey, de hoogste afdeling voor het Belgische- en Nederlandse ijshockey. Herentals werd de eerste kampioen van deze league en behaalde dat seizoen tevens hun elfde landstitel. In het tweede seizoen werd ze in de halve finale uitgeschakeld; wel werd de twaalfde landstitel behaald.
Voor 2015/16 speelde HYC Herentals in de Eredivisie, de hoogste KBIJF-afdeling en/of in de  Nederlandse Eredivisie (2010/11, 2011/12, 2012/13, 2013/14, 2014/15). In het seizoen 2011/12 nam Herentals ook deel aan de Nederlandse bekercompetitie.
In juni 2020 werd Heylen Vastgoed aangetrokken als naamsponsor.

## Bestuur
| Periode      | Voorzitter        |
| ------------ | ----------------- |
| 1971 - 1978  | Jacky Cuylen      |
| 1978 - 1980  | Walter Van Duppen |
| 1980 - 1982  | Marcel De Kort    |
| 1982 - 1997  | René Veulemans    |
| 1997 - 2002  | Onno Van Buren    |
| 2002 - 2004  | Maurits Geens     |
| 2004 - 2011  | Hans Vets         |
| 2011 - heden | Frank Van Reeth   |

| Periode      | Secretaris          |
| ------------ | ------------------- |
| 1971 - 2004  | Gerard Sak          |
| 2004 - 2008  | Muriel Poortmans    |
| 2008 - 2010  | Hubert Maes         |
| 2008 - 2015  | Anne Mie Kruysweegs |
| 2015 - 2018  | Lisa Maes           |
| 2018 - heden | Wim Van Gilsen      |

## Erelijst
15x Landskampioen
in 1981, 1984, 1985, 1993, 1994, 1997, 1998, 2002, 2009, 2012, 2016, 2017, 2018, 2019 en 2020
13x Bekerwinnaar
in 1986, 1989, 1991, 1995, 1999, 2000, 2003, 2012, 2013, 2016, 2017, 2019 en 2020
2x kampioen BeNe-league
in 2016 en 2019

## Bekende (ex-)spelers en trainers
Spelers
- Chuck Alter
- Rob Goris
- Bill Morgan
- Arni Porter
- Rik Rits
- Tim Wheeler

Trainers
- James C. Burns (1983-1984)[6]